# Rihard Zupančič
Rihard Zupančič (orthographié Richard Suppantschitsch avant 1919) est un mathématicien slovène, né le 22 décembre 1878, à Ljubljana, mort le 21 mars 1949 à Judendorf-Straßengel près de Graz. Né Richard Suppantschitsch ; il prend le nom Zupančič à partir de 1919. 

## Carrière
Après des études humanistes allemandes, Suppantschitsch (Zupanči) étudie à partir de 1897 d'abord le génie mécanique à l'université technique de Vienne et, à partir de 1899, les mathématiques et la physique à l'université de Vienne. Il passe l'examen d'enseignement en 1903, soutient une thèse  en 1913. Il est assistant à l’université technique de Vienne (1901-1903) puis enseigne dans des lycées à Prague jusqu'n 1908. Il obtient un congé (1908-1911), pour rédiger son ouvrage en plusieurs volumes sur l'enseignement des mathématiques (1909-13) ; il profite également de ce congé pour continuer à sa formation  aux universités de Göttingen (1910) et de Paris (1911). En 1912, Zupančič obtient son habilitation en tant que privat-docent à l'Université technique de Vienne. 
Après la première Guerre mondiale, Suppantschitsch change son nom en Zupančič. 
En 1919, il devient le premier professeur de mathématiques à la nouvelle université de Ljubljana et prend la direction de l'institut de mathématiques appliquées ; en 1921/22, il est recteur, en 1922/23 et en 1929/30, doyen de la faculté technique. En particulier, il a enseigné les équations différentielles, la mécanique analytique, et à la faculté de philosophie la géométrie, la géométrie différentielle et l'introduction au calcul infinitésimal à la faculté des sciences. Il a également été président de la commission d'examen de l'enseignement. Pendant la Seconde Guerre mondiale, Zupančič coopère avec les forces d'occupation allemandes. Il se voit contraint de fuir en mai 1945, laissant derrière lui ses biens, dont une importante bibliothèque privée. À partir de 1946, il vit à Graz, où il travaille à l'Université technique en tant que assistant scientifique, où il enseigne les mathématiques supérieures aux architectes.

## Livres
Zupančič a publié plusieurs manuels d'enseignement, pour le niveau du secondaire :
- Leitfaden der darstellenden Geometrie für die V. bis VII. Klasse der Realschulen
- Lehrbuch der Geometrie : für Gymnasien und Realgymnasien
- Lehrbuch der Arithmetik und Algebra

Le livre
- Mathematisches Unterrichtswerk (Vienne, Tempsky, 1912) Wien Tempsky 1912, 368 pages

est plus volumineux. Il est aussi l'auteur d'un article 
- « Die Heranbildung der Lehrer für Mathematik und der Ingenieure in Frankreich, die Organisation der betreffenden Unterrichtsanstalten » (BNF 31421146) sur la formation des enseignants en France.

## Distinctions
En 1908, Zupančič (encore Richard Suppantschitsch) est conférencier au congrès international des mathématiciens de Rome, et en 1912 à Cambridge. 
En 1922, Zupančič est élu membre de l'Académie des sciences, inscriptions et belles-lettres de Toulouse. La même année, il reçoit l'Ordre royal de Saint-Sava. En 1938, il est élu membre titulaire de l'Académie slovène des sciences. En 1945, il est rayé de l'Académie, et il est le seul des membres rayés à ne pas avoir été réhabilité dans les années 1990.

## Sources
- Velkovrh Ciril, « Zupančič Rihard », Novi Slovenski biografski leksikon, Slovenska biografija, 13 (consulté le 22 juin 2022).
- « Richard Suppantschitsch » sur Österreichisches Biographisches Lexikon

- Ressource relative à la recherche :   - Mathematics Genealogy Project
- Notices dans des dictionnaires ou encyclopédies généralistes :   - Deutsche Biographie
  - Österreichisches Biographisches Lexikon 1815–1950
  - Slovenska biografija
- Notices d'autorité :   - VIAF
  - ISNI
  - LCCN
  - GND
  - Pologne
  - NUKAT
  - WorldCat